# Т-5/53-58
53-58 — советская прямоидущая бесследная торпеда с ядерным боезарядом.
Торпеды состояли на вооружении надводных кораблей, подводных лодок и морской авиации.

## История проектирования
Торпеда 53-56, разработанная в НИИ-400 (впоследствии — ЦНИИ «Гидроприбор») под руководством главного конструктора А. М. Борушко, была взята как основа для несения ядерного заряда. Ядерная боевая часть РДС-9 и система управления торпеды Т-5 проектировались специалистами КБ-11.
При испытаниях 1955 года мощность взрыва составила 3,5 килотонны тротилового эквивалента, на испытаниях 1957 года мощность составила 10 килотонн. 
В 1958 году торпеда Т-5 была принята на вооружение ВМФ СССР под обозначением 53-58 и малыми партиями поступала на подводные лодки Северного и Тихоокеанского флотов.
В 1961 году в ходе учения «Коралл» были произведены два натурных выстрела торпедой с ЯБЧ, мощность подводного взрыва оценили в 4,8 килотонны, мощность надводного взрыва составила 14 килотонн.

## Конструкция
Торпеда 53-58 имеет стандартную сигарообразную форму, разделённую на 5 основных отсеков:
1. Головная часть;
2. Боевое зарядное отделение;
3. Резервуарное отделение;
4. Кормовая часть;
5. Хвостовая часть.

В головной части размещались неконтактный взрыватель и запальные приспособления.
В боевом зарядном отделении находился ядерный боевой заряд.
В резервуарном отделении располагались кислород, пресная вода и керосин.
В кормовой части имелись силовая установка и механизмы, управляющие движением торпеды.
В хвостовой части монтировались два гребных винта и четыре пера с вертикальными и горизонтальными рулями для управления торпедой по направлению и глубине.

## Принцип работы
Перед выстрелом торпеды командир корабля и замполит вводили шифро-коды для снятия ступени защиты торпеды от несанкционированного запуска. Затем с помощью прибора управления торпедной стрельбой (ПУТС) вводились стрельбовые данные в торпеду механическим (шпиндельным) способом. После выхода торпеды из торпедного аппарата и запуска теплового кислородного парогазового двухцилиндрового горизонтального поршневого двигателя она прямолинейно устремлялась к цели. Во время движения торпеда, благодаря кислороду, который использовался в топливной смеси поршневого двигателя, не оставляла видимого следа. Во время прямолинейного движения торпеда управлялась автоматически с помощью инерциальной системы управления. При прохождении торпедой предустановленной дистанции срабатывал гидростатический замыкатель, который давал команду на замыкание цепи запала. После этого торпеда делала «мешок», и происходил подрыв ядерной боевой части, в результате чего на расстоянии до 700 метров уничтожались или получали серьёзные повреждения крупные корабли (авианосцы, линкоры, крейсера, подводные лодки), а на дистанции 700—1400 метров эти корабли повреждались со значительным снижением их боеготовности.